# Evince
Evince es un visor de documentos para el entorno de escritorio GNOME. Evince está diseñado para los siguientes formatos de archivo: PDF, Postscript, djvu, tiff, dvi, XPS, compatibilidad con SyncTex con gedit, cómics (cbr, cbz, cb7 y cbt). La meta de Evince es reemplazar, con una simple aplicación, los múltiples visores de documentos que existen en GNOME.
Evince comenzó como una reescritura del código de gpdf, que la mayoría de la gente pensaba que se estaba convirtiendo en algo difícil de mantener. En un corto período del tiempo, sobrepasó su funcionalidad. Evince está siendo activamente mantenido y desarrollado. Está escrito principalmente en el lenguaje de programación C, con una pequeña parte escrita en C++, la cual es el código para hacer la interfaz con el software Poppler.
Evince se incluye en GNOME desde la versión 2.12 y fue lanzado el 7 de septiembre de 2005.
El FAQ de Evince destaca el significado de la palabra «Evince» como «mostrar o expresar algo claramente».

## Historia
Evince comenzó como una reescritura de GPdf, que sus programadores de soporte habían empezado a encontrar difícil de manejar para mantener. Evince superó rápidamente la funcionalidad de GPdf y reemplazó tanto a GPdf como a GGV en la versión de septiembre de 2005 de GNOME 2.12.
En su día hubo una versión para Windows de Evince y entonces se incluyó en el VALO-CD, una colección de «Lo mejor del software libre y de código abierto para Windows».

## Características
BúsquedaTiene un mecanismo integrado de búsqueda que despliega el número de resultados encontrados y resalta los resultados en la página.
Páginas en miniaturaVistas de páginas en miniatura permiten una referencia rápida para poder navegar en un documento. Las páginas en miniatura se encuentran en la parte izquierda del visor.
Indexado de páginasPara los documentos que soportan índices, Evince da la opción de exhibir el índice del documento que permite moverse rápido de una sección a otra.
SelecciónEvince permite la selección de texto en archivos PDF.
AnotacionesEs posible realizar anotaciones en archivos PDF, pero no borrarlas posteriormente.

## Formatos de documentos soportados
Evince soporta diversos formatos de documento de simple y múltiples páginas. Esta es una la lista de formatos actualmente soportados.

### Soporte interno
- PDF usando el backend Poppler.
- PostScript usando el backend libspectre.[7]
- DVI.
- TIFF multipágina.

## Soporte opcional
- DjVu usando DjVuLibre backend.
- Microsoft PowerPoint usando libpreview (actualmente con calidad alpha).

## Soporte posible o planeado
- Imágenes (actualmente incluido como algo experimental, necesita trabajo).